# 諾特瓦內河
諾特瓦內河是博茨瓦納的河流，位於該國東南部，發源自喀拉哈里沙漠，屬於林波波河的支流，距離南非首都比勒陀利亞250公里，每年平均降雨量524毫米。